# 음력 1월 5일
음력 1월 5일은 음력 1월의 5번째 날이다.

## 문화
- 2006년 - K리그의 부천 SK가 제주특별자치도로 연고이전을 하여 제주 유나이티드로 변경되다.
- 2010년 - 서울 지하철 3호선의 연장 구간인 수서역에서 오금역까지 연장·개통했다.

## 탄생
- 1965년 -
  - 대한민국의 희극인 김국진.
  - 대한민국의 성우 송덕희.
- 1988년 - 대한민국의 래퍼 고우리(레인보우).

## 같이 보기
- 음력 360일: 1월 2월 3월 4월 5월 6월 7월 8월 9월 10월 11월 12월
- 전날:1월 4일 다음날:1월 6일 - 전달:12월 5일 다음달:2월 5일
- 양력:1월 5일
- 음력, 윤달